# رواق

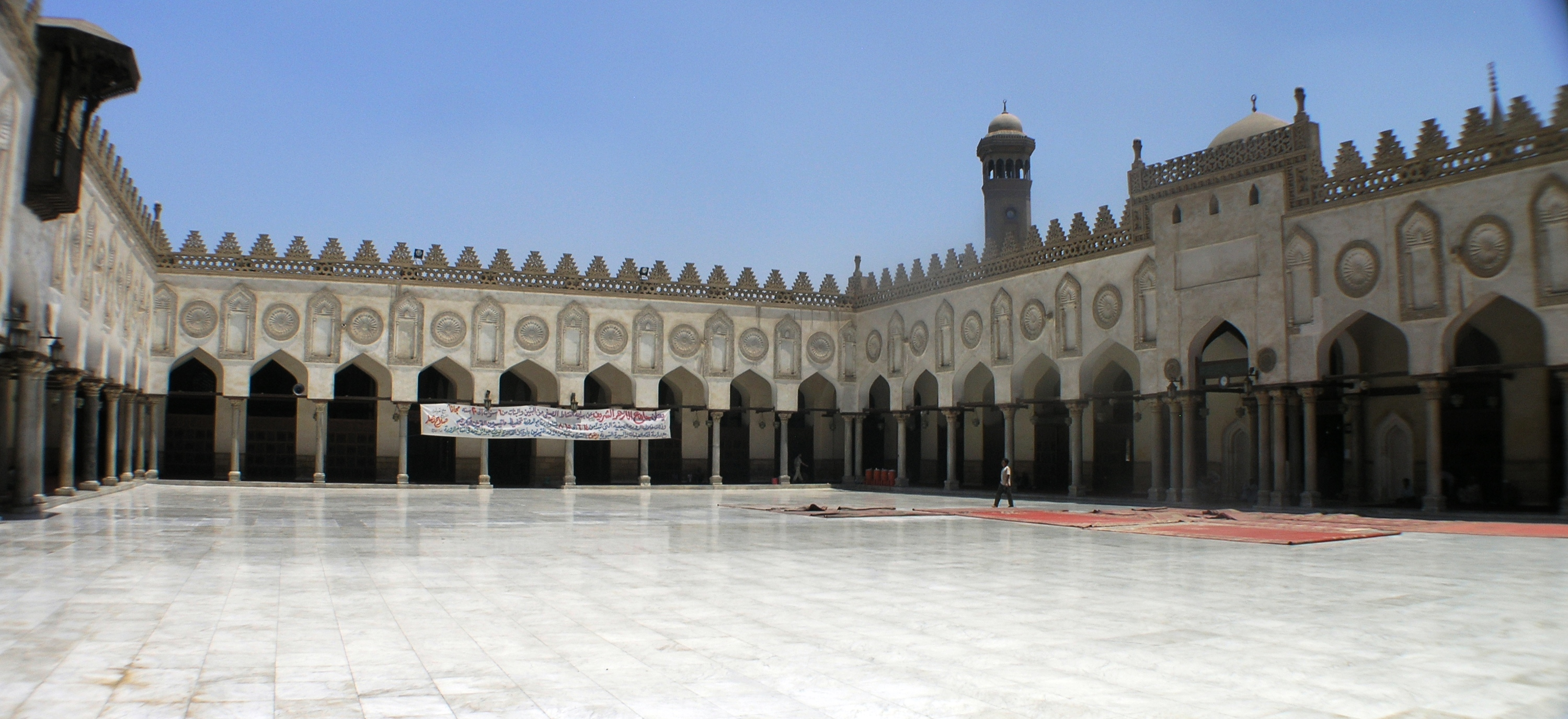
رواق در سه سمت حیاط

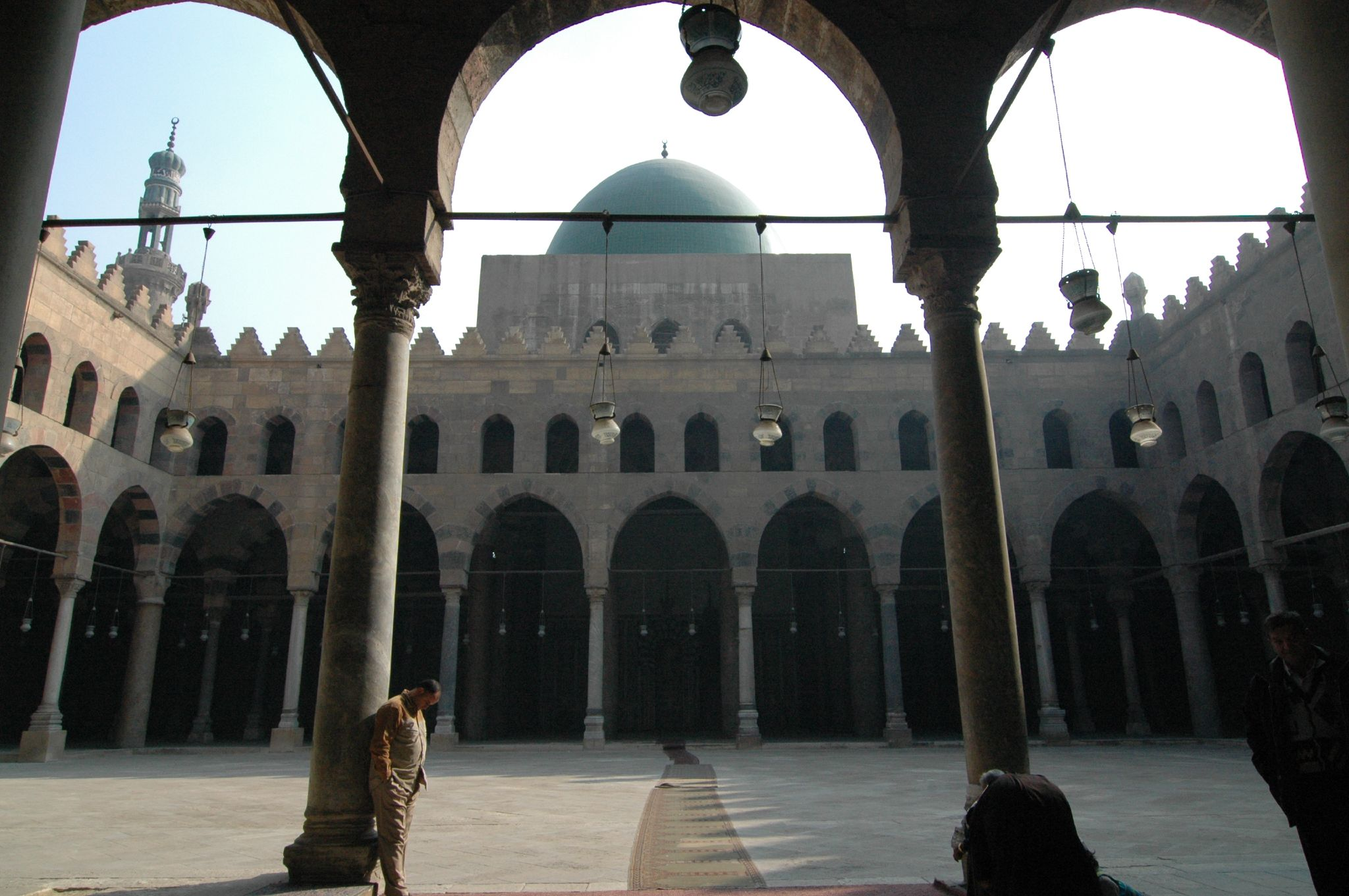
دید به بیرون از درون رواق

رَواق یا پیشگاه‌خانه فضاهای سرپوشیدهٔ ستوندار است یا از چشمه طاق‌هایی تشکیل یافته که در طرفین صحن یا میان‌سرای مسجد یا اماکن مذهبی ساخته می‌شود. دهانهٔ اینگونه فضاها رو به صحن است و در ورودی مسجد را به شبستان یا گنبدخانه متصل می‌کند.
امروزه فضاهای مسقف و محصور پیرامون حرم اهل بیت با کاربری عبادی و زیارتی، رواق نامیده می‌شوند.
رواق مشتمل است بر سقف و ستون که حداقل در یک طرف مسدود باشد و انسان را از تماس با بارش و تابش نور آفتاب مصون می‌دارد و در مناطقی که شدت نور و حرارت خورشید زیاد باشد نور مناسب و ملایمی را به داخل عبور می‌دهد و در این صورت روشنایی از طریق غیرمستقیم یا با واسطه خواهیم داشت. فضای رواق در معماری در مجموع یکی از کنترل‌کننده‌های نور در فضاهای معماری است.
رواق به صورت فضای سرپوشیدهٔ نیمه‌باز و ممتد و راهرو مانند است. این فضا برای ایجاد ارتباط بین فضاها کاربرد دارد و بیشتر در اطراف حیاط‌ها (در یک، دو، سه، چهار جبهه) یا اطراف یک فضای ساخته شدهٔ برونگرا ساخته می‌شود.
در برخی از ساختمان‌ها مانند مسجد جامع یزد، مدرسه سپهسالار و مدرسه معیرالممالک تهران فضای ورودی توسط یکی از دهانه‌های رواق با حیاط ارتباط دارد.
مصری ها مبتکر رواق در معماری بودند.